# Архипов, Николай Архипович (писатель)
Никола́й Архи́пович Архи́пов (настоящее имя и фамилия Моисей Лейзерович Бенштейн; 1880/1881 — не ранее 1945) — прозаик, драматург, издатель.

## Биография
Был исключен из Екатеринодарского училища за писание сатирических стихов на педагогов. В 1907 году, сдав экстерном экзамены при 5-й московской гимназии, получил «свидетельство зрелости». Числился студентом юридического факультета Петербургского университета (1907―1912). Некоторое время учился на медицинском факультете Парижского университета. Служил писцом в суде, конторщиком, бухгалтером, управляющим на заводе. Позднее пытался заниматься коммерцией.
С 1907 года выступал с небольшими, в основном юмористическими рассказами (собраны в книге «Юмористические рассказы», 1911). В качестве рецензента и литературного критика сотрудничал в журналах «Новый Ювенал», «Сатирикон», «Нива», «Всемирная панорама», «Солнце России», «Рампа и жизнь», «Свободный журнал» и др. Участвовал в альманахе «Любовь» и «Смерть» (оба ― 1910), имевших репутацию «рассадников морального нигилизма». Редактировал и издавал газету «Современное слово» (1907―1908), «Новый журнал для всех» (1908―1912), журнал «Новая жизнь» (1910―1911, 1913—1914), «Новая Россия» (и одноимённый ежемесячник ― 1911), «Свободный журнал» (1913―1916). Издательская деятельность Архипова характеризовалась либерально-демократической направленностью без чёткой идейно-эстетической программы. А. П. Чапыгин заметил (1930), что Архипову «было всё равно ― издавать ли журнал, сочинять ли книгу, или торговать мылом».
Пьесы Архипова, ставившиеся на столичных и провинциальных сценах, были ориентированы на вкусы массовой аудитории, охотно сопереживающей «трогательным» сюжетам, мелодрамматическим коллизиям: «Минута» (1912), «Без названия» (1915), Три этажа (1913), «Пришедшая с улицы. Женщина с улицы» (1917). Тему столкновения «чистого» героя с испорченным цивилизованным миром Архипов пытался решать и в романе из современной «столичной» жизни «Тёмные воды» (1914; отдельное издание ― 1916; 3-е издание ― 1923) и на экзотическом материале ― парижский гамен, черкесская красавица и другие персонажи сборника рассказов «Мужчина Анри» (1915).
После 1917 года опубликовал «Повесть о человеке» (1922; отдельное издание под названием «Так было» ― 1926) , как драматург и переводчик участвовал в театральной жизни.